# Carl Leslie Withner
Carl Leslie Withner est un botaniste américain, né le 3 mars 1918 à Indianapolis et mort le 18 février 2012.

## Biographie
Il est le fils de Carl L. Withner et Martha née Mevers. Il obtient son Bachelor of Arts à l’université de l’Illinois en 1941, son Master of Arts à Yale en 1943 et son doctorat en 1948. Il se marie avec Patricia Maxwell le 4 juin 1941. Il entre au Brooklyn College en 1948 et est responsable des collections d’orchidées du jardin botanique. Il y enseigne la botanique à partir de 1963.
Withner est membre de diverses sociétés savantes dont la Botanical Society of America et la Torrey Botanical Society. Il est notamment l’auteur d’Orchis, A Scientific Survey (1959) et de nombreuses publications sur la croissance et les exigences nutritionnelles pour la culture des orchidées, il développe des techniques de culture de différentes orchidées dont la vanille.

## Source
- Allen G. Debus (dir.) (1968). World Who’s Who in Science. A Biographical Dictionary of Notable Scientists from Antiquity to the Present. Marquis-Who’s Who (Chicago) : xvi + 1855 p.